# 6 Piscis Austrini
6 Piscis Austrini är en misstänkt variabel i Södra fiskens stjärnbild.
Stjärnan har visuell magnitud +5,97 och varierar utan någon fastställd amplitud eller periodicitet. 6 Piscis Austrini befinner sig på ett avstånd av ungefär 500 ljusår.